# Klub Sportowy Dyskobolia Grodzisk Wielkopolski
Il Klub Sportowy Dyskobolia Grodzisk Wielkopolski, meglio noto come Dyskobolia Grodzisk Wielkopolski o solamente Dyskobolia, è stata una società calcistica polacca con sede nella città di Grodzisk Wielkopolski. Fondata il 30 aprile 1922, ha vinto in due occasioni la Coppa di Polonia. Nel 2008 è avvenuta la fusione del club con il Polonia Varsavia, che ne ha acquisito il posto nella massima divisione polacca. Il club ha proseguito nei campionati regionali, interrompendo le attività nel 2016.

## Palmarès

### Competizioni nazionali
- Coppa di Polonia: 2

2004-2005, 2006-2007
- Puchar Ekstraklasy: 2

2007, 2008
- Campionato polacco di seconda divisione: 2

1996-1997, 1998-1999

### Altri piazzamenti
- Campionato polacco:

Secondo posto: 2002-2003, 2004-2005
Terzo posto: 2007-2008
- Coppa di Polonia:

Semifinalista: 2007-2008

## Statistiche e record

### Partecipazione ai campionati
| Livello | Categoria   | Partecipazioni | Debutto   | Ultima stagione | Totale |
| ------- | ----------- | -------------- | --------- | --------------- | ------ |
| 1º      | I liga      | 10             | 1997-1998 | 2007-2008       | 10     |
| 2º      | II liga     | 2              | 1996-1997 | 1998-1999       | 2      |
| 3º      | l. okręgowa | 11             | 1957      | 1975-1976       | 12     |
| 3º      | III liga    | 1              | 1995-1996 | 1995-1996       | 12     |

## Organico

### Rosa 2007-2008
| N. |                      | Ruolo | Calciatore           |
| -- | -------------------- | ----- | -------------------- |
| 1  | Polonia (bandiera)   | P     | Michał Gliwa         |
| 2  | Rep. Ceca (bandiera) | D     | Radek Mynář          |
| 3  | Polonia (bandiera)   | D     | Adrian Bartkowiak    |
| 4  | Macedonia (bandiera) | D     | Vlade Lazarevski     |
| 5  | Polonia (bandiera)   | D     | Bartosz Olejniczak   |
| 6  | Polonia (bandiera)   | C     | Tomasz Jodłowiec     |
| 7  | Polonia (bandiera)   | C     | Piotr Piechniak      |
| 8  | Macedonia (bandiera) | A     | Filip Ivanovski      |
| 9  | Polonia (bandiera)   | A     | Adrian Sikora        |
| 10 | Polonia (bandiera)   | C     | Amadeusz Kłodawski   |
| 11 | Polonia (bandiera)   | C     | Marek Sokołowski     |
| 12 | Polonia (bandiera)   | P     | Sebastian Przyrowski |
| 15 | Polonia (bandiera)   | D     | Błażej Telichowski   |
| 16 | Polonia (bandiera)   | A     | Szymon Kaźmierowski  |

| N. |                        | Ruolo | Calciatore          |
| -- | ---------------------- | ----- | ------------------- |
| 17 | Polonia (bandiera)     | D     | Łukasz Tupalski     |
| 18 | Polonia (bandiera)     | D     | Igor Kozioł         |
| 19 | Polonia (bandiera)     | C     | Radosław Nolka      |
| 20 | Polonia (bandiera)     | C     | Jarosław Lato       |
| 21 | Polonia (bandiera)     | C     | Mariusz Muszalik    |
| 22 | Polonia (bandiera)     | C     | Piotr Rocki         |
| 23 | Polonia (bandiera)     | C     | Radosław Majewski   |
| 24 | Polonia (bandiera)     | A     | Mateusz Żyła        |
| 25 | Polonia (bandiera)     | C     | Sergio Batata       |
| 26 | Macedonia (bandiera)   | D     | Panče Ḱumbev        |
| 27 | Slovacchia (bandiera)  | C     | Peter Babnič        |
| 30 | Polonia (bandiera)     | P     | Dariusz Brzostowski |
| 33 | Azerbaigian (bandiera) | D     | Saşa Yunisoğlu      |
| -- | Polonia (bandiera)     | C     | Mateusz Pikul       |

### Rosa 2006-2007
| N. |                      | Ruolo | Calciatore           |
| -- | -------------------- | ----- | -------------------- |
|    | Polonia (bandiera)   | P     | Aleksander Ptak      |
|    | Rep. Ceca (bandiera) | D     | Radek Mynář          |
|    | Macedonia (bandiera) | D     | Panče Ḱumbev         |
|    | Macedonia (bandiera) | D     | Vlade Lazerevski     |
|    | Polonia (bandiera)   | D     | Marcin Łukaszewski   |
|    | Polonia (bandiera)   | C     | Michał Goliński      |
|    | Polonia (bandiera)   | C     | Piotr Piechniak      |
|    | Polonia (bandiera)   | C     | Marek Sokołowski     |
|    | Polonia (bandiera)   | P     | Sebastian Przyrowski |
|    | Rep. Ceca (bandiera) | D     | Radim Sablik         |
|    | Polonia (bandiera)   | A     | Adrian Sikora        |

| N. |                    | Ruolo | Calciatore          |
| -- | ------------------ | ----- | ------------------- |
|    | Polonia (bandiera) | C     | Piotr Rocki         |
|    | Polonia (bandiera) | P     | Dariusz Brzostowski |
|    | Polonia (bandiera) | D     | Błażej Telichowski  |
|    | Polonia (bandiera) | C     | Piotr Świerczewski  |
|    | Polonia (bandiera) | C     | Jarosław Lato       |
|    | Polonia (bandiera) | D     | Łukasz Tupalski     |
|    | Croazia (bandiera) | D     | Mate Lacić          |
|    | Polonia (bandiera) | A     | Tomasz Zahorski     |
|    | Polonia (bandiera) | A     | Szymon Kaźmierowski |
|    | Polonia (bandiera) | C     | Tomasz Jodłowiec    |
|    | Polonia (bandiera) | C     | Marcin Nowacki      |